# Pedro Duque de Rivera
Pedro Duque de Rivera (falecido em dezembro de 1594) foi um prelado católico romano nomeado bispo do Panamá (1594).

## Biografia
Pedro Duque de Rivera nasceu na Espanha e foi ordenado sacerdote na Companhia de Jesus em Sevilha. Foi para Santo Domingo, onde serviu como reitor da Catedral de Santa María la Menor. A 27 de julho de 1594, o Papa Clemente VIII nomeou-o Bispo do Panamá. A 2 de outubro de 1594, foi consagrado bispo por Nicolás de Ramos y Santos, arcebispo de Santo Domingo. Rivera faleceu em dezembro de 1594, em Cartagena.